# Uroš Nikolić
Uroš Nikolić (Serbia, 22 de diciembre de 1985) es un árbitro serbio de baloncesto, internacional FIBA, perteneciente al colectivo del Košarkaški savez Srbije (KSS). Activo en la élite europea, dirige partidos de EuroLeague Basketball (Euroliga y EuroCup) y en competiciones de la región Adriática (ABA Liga), además de la máxima categoría serbia (KLS).

## Trayectoria
Formado en el arbitraje serbio, Nikolić consolidó su presencia en la Liga de Serbia (KLS) y en la ABA Liga antes de incorporarse al panel de EuroLeague Basketball. Su primera actividad documentada en EuroCup data de la temporada 2018–19 (p. ej., Fiat Turin–Unicaja) y desde entonces ha arbitrado de manera regular en la competición.
En Euroliga aparece en actas al menos desde 2018–19 (por ejemplo, CSKA–Bayern, 17/01/2019) y se ha mantenido como oficial habitual en temporada regular, playoffs y eventos de máximo nivel.

## Euroliga y EuroCup
- Euroliga: 2018–19 – presente (listado oficial y actas).[11][9]
- EuroCup: 2018–19 – presente (primeras designaciones documentadas).[4]

Partidos destacados (selección)
- Derbi griego Olympiacos – Panathinaikos (RS 2024–25, 14/03/2025; Peace and Friendship). Equipo arbitral: Damir Javor, Uroš Nikolić, Jakub Zamojski.[12]
- CSKA Moscú – Bayern Múnich (RS 2018–19, 17/01/2019; Megasport Arena). Árbitros: Matej Boltauzer, Carlos Cortés, Uroš Nikolić.[9]
- EA7 Emporio Armani Milano – Virtus Bologna (RS 2024–25, 31/10/2024). Árbitros: Ilija Belošević, Uroš Nikolić, Artūras Šukys.[13]
- Mornar Bar – Unicaja (EuroCup 2020–21, 06/10/2020). Árbitros: Ioannis Foufis, Uroš Nikolić, Mykola Ambrosov.[14]

## Reconocimientos
- Árbitro seleccionado para la Final Four de la Euroliga 2021 (Colonia).[15]
- Árbitro seleccionado para la Final Four 2024 (Berlín).[16][17]
- Incluido por Euroleague Basketball en el listado de árbitros elegibles para los playoffs 2024–25.[18]
- Valoración pública destacando su proyección por parte del veterano árbitro Ilija Belošević (2024).[19]

## Incidencias reseñables
Tras el derbi griego del 14 de marzo de 2025 (Olympiacos–Panathinaikos), varios medios señalaron que no fue asignado a la siguiente jornada de Euroliga; el club ateniense presentó queja formal por decisiones arbitrales.

## Temporadas
| Competición | País/Región      | Años                 |
| ----------- | ---------------- | -------------------- |
| KLS         | Serbia           | — – Actualidad       |
| ABA Liga    | Región Adriática | — – Actualidad       |
| EuroCup     | Europa           | 2018–19 – Actualidad |
| Euroliga    | Europa           | 2018–19 – Actualidad |